# Università metropolitana di Toronto
L'Università Metropolitana di Toronto, in inglese Toronto Metropolitan University da cui l'acronimo TMU, nota in passato come Università Ryerson (in inglese Ryerson Univeristy) e spesso abbreviata in TorontoMet, è un'università statale canadese di Toronto. 
Fu fondata nel 1948 e fino al 2022 si chiamò Università Ryerson, dedicata al missionario e pioniere dell'istruzione pubblica canadese Egerton Ryerson. Sono iscritti circa 43.000 studenti a tempo pieno in più di 80 corsi di studio.

## Storia
Nel 1852, Egerton Ryerson fondò, sull'attuale campus principale, la prima struttura per la formazione degli insegnanti, la Scuola Normale di Toronto (Toronto Normal School). Essa ospitava anche il Dipartimento dell'Istruzione e il Museo di Storia naturale e Belle arti, che fu trasformato nel Royal Ontario Museum. Un laboratorio agricolo che si trovava sul sito condusse alla fondazione dell'Ontario Agricultural College dell'Università di Guelph.
Egerton Ryerson fu un eminente educatore, politico e ministro metodista. È conosciuto come il padre del sistema delle scuole pubblico dell'Ontario. È anche un fondatore della prima casa editrice in Canada nel 1829, la "The Methodist Book and Publishing House", che fu ribattezzata "The Ryerson Press" nel 1919 ed oggi fa parte della McGraw-Hill Ryerson, un editore canadese di libri educativi e professionali, che usa ancora il nome di "Egerton Ryerson" per le sue attività canadesi.
I progressi della scienza e della tecnologia portati dalla Seconda guerra mondiale, e la continuata industrializzazione canadese, precedentemente interrotta dalla Grande depressione, creò una domanda per una popolazione con una formazione più elevata. Così nel 1945 fu creato l'Istituto per la Formazione e la Ricostruzione di Toronto (Toronto Training and Re-establishment Institute) sul sito dell'ex Scuola Normale di Toronto. Il sito era servito come centro di addestramento dell'aviazione canadese durante la Seconda guerra mondiale. L'istituto era un'associazione tra il governo federale e quello provinciale e servì a formare i soldati congedati per rientrare nella vita civile.
L'Istituto di Tecnologia di Ryerson (Ryerson Institute of Technology) fu fondato nel 1948, erditando il personale e le strutture dell'Istituto per la Formazione e la Ricostruzione di Toronto. Nel 1966, divenne l'Istituto Politecnico di Ryerson (Ryerson Polytechnical Institute). 
Nel 1971, l'Istituto ottenne l'accreditamento dal governo provinciale e dall'Associazione delle Università e dei College del Canada (AUCC) per rilasciare lauree universitarie. Nello stesso anno, divenne membro del Consiglio delle Università dell'Ontario (OUC). Nel 1992, Ryerson divenne la seconda scuola di imgegneria di Toronto a ricevere l'accreditamento dalla Commissione Canadese per l'Accreitamento di Ingegneria (CEAB). L'anno seguente (1993), Ryerson divenne formalmente un'università, mediante una legge provinciale dell'Ontario.
Nel 1993, Ryerson ricevette anche l'autorizzazione per rilasciare lauree di secondo livello (master e dottorati). Nello stesso anno, per riflettere tale cambiamento e sottolineare la sua forte vocazione alla ricerca, il Consiglio dei Governatori cambiò la denominazione ufficiale in Università Politecnico Ryerson (Ryerson Polytechnic University).
Nel giugno 2001, la scuola assunse la sua denominazione attuale di Università Ryerson(Ryerson University.
Nel 2022 l'università viene ribattezzata in Toronto Metropolitan University.
Oggi l'università offre programmi di ingegneria aerospaziale, chimica, civile, meccanica, industriale, elettrica, biomedica e informatica.

## Facoltà
La Toronto Metropolitan University è articolata nelle seguenti facoltà: 
- Faculty of Arts
- Faculty of Communication & Design
- Faculty of Community Services
- Faculty of Engineering, Architecture and Science
- Ted Rogers School of Management
- Graduate Studies

- La G. Raymond Chang School of Continuing Education è una facoltà dell'Università Ryerson e la più grande istituzione universitaria di formazione per adulti del paese.

## Sport
I TMU Bold rappresentano l'Università nella Lega dell'Ontario University Athletics (OUA).